# Ганс Лернер (молодший)
Ганс Лернер (нім. Hans Lörner; 28 березня 1915 — 7 травня або 8 травня 1945) — німецький офіцер, гауптштурмфюрер резерву військ СС.

## Біографія
Син оберфюрера СС Ганса Лернера, племінник группенфюрера СС Георга Лернера.
Після закінчення школи поступив на службу в Баварську земельну поліцію. В 1933 році вступив у НСДАП (партійний квиток №2 541 670), в 1934 році — в СС (посвідчення №83 683). Служив у 1-му штурмбанні 68-го штандарту СС, потім у штандарті СС «Дойчланд» і дивізії СС «Дас Райх», в складі якої брав участь у Другій світовій війні. Застрелився, щоб не потрапити у радянський полон.

## Сім'я
Був одружений. Вдова Анні дізналась про смерть Ганса в 1949 році від співробітників Німецького Червоного Хреста.

## Звання
- Штурмманн СС (1934)
- Роттенфюрер СС (1935)
- Унтершарфюрер СС (1936)
- Обершарфюрер частин посилення СС (1938)
- Гауптшарфюрер СС (1940)
- Унтерштурмфюрер резерву військ СС (травень 1941)
- Оберштурмфюрер резерву військ СС і технічний керівник (квітень 1942)
- Гауптштурмфюрер резерву військ СС і технічний керівник (20 квітня 1944)

## Нагороди
- Спортивний знак СА
- Медаль «У пам'ять 13 березня 1938 року»
- Медаль «У пам'ять 1 жовтня 1938»
- Почесний кут старих бійців
- Хрест Воєнних заслуг 2-го класу з мечами (жовтень 1940) — нагородний диплом підписаний Паулем Гауссером.
- Нагрудний знак «За поранення» в чорному (вересень 1941)
- Залізний хрест 2-го класу (8 березня 1942) — нагородний диплом підписаний Маттіасом Кляйнгайстеркампом.
- Медаль «За зимову кампанію на Сході 1941/42»